# Răchitiș, Bacău
Răchitiș (în maghiară Rakottyástelep) este un sat în comuna Ghimeș-Făget din județul Bacău, Transilvania, România.